# Dér Zsolt (színművész)
Dér Zsolt (Budapest, 1989. október 13. –) Junior Prima díjas magyar színész, rendező.

## Életpályája
A Budapesti Egyetemi Katolikus Gimnáziumban érettségizett. Diákként többször szerepelt édesapja illetve a Bárka Színház produkcióiban; többször találkozhattunk nevével más színházi formációk színlapján is. 2012–2017 között a Színház- és Filmművészeti Egyetem hallgatója. 2017–2020 között a Katona József Színház tagja volt, ahol gyakorlatát is töltötte.
Édesapja Dér András filmrendező, édesanyja Dér Denisa színésznő, kisebbik testvére, Dér Mária színésznő, nővére, Dér Asia pedig dokumentumfilm-rendező.

## Szerepeiből
A Színházi adattárban regisztrált bemutatóinak száma: 34.

### Színház
- Passio (Izsák)[4]
- Nigel  Williams: Legyek ura (Jack)
- Ottlik Géza-Gyarmati Kata: Iskola a határon (Medve)
- Frank Wedekind: 
  - A tavasz ébredése (Gábor Menyus)
  - Projekt_Lulu (Alwa)
- Vörösmarty Mihály-Gyarmati Kata: Behajtani szabad
- Tasnádi István: East Balkán (Soma)
- Grimm fivérek: A brémai muzsikusok (Kakas)
- Goethe: Faust I-II (Több szerep)
- Borbély Szilárd: Az olszliszkai (Tettes I.)
- Ivan Viripajev: Részegek (Laurenz)
- Shakespeare: SZFEntivánéji álom (Philostratus-Pukk)
- Ménes Attila: Bihari
- Günter Grass: A bádogdob
- Frances Ya-Chu-Cowhig: A tökéletes boldogság világa (Több szerep)
- Puskin: Borisz Godunov (Varatinszkij; Rosen)

### Film és tévé
- Nyersanyag (magyar játékfilm, 2024)
- Mellékhatás (magyar sorozat, 2023)
- 129 (magyar sci-fi, 2023)
- Apatigris (magyar sorozat, 2023)
- Ki vagy te (magyar sorozat, 2022–2023)
- Így vagy tökéletes (magyar játékfilm, 2021)
- Drága örökösök (magyar sorozat, 2020)
- Seveled (magyar játékfilm, 2019)
- 200 első randi (magyar sorozat, 2019)
- Oltári csajok (magyar sorozat, 2017–2018)
- A martfűi rém (magyar thriller, 2016)
- Hurok (magyar thriller, 2016)
- Tranzitidő (magyar játékfilm, 2015)
- Lili színész (magyar kisjátékfilm, 2012)
- Hipernemezis (2012)
- Gimi (magyar websorozat, 2011)
- Zwischen den Zeilen (német-francia rövidfilm, 2011)
- Mozaik (magyar kisjátékfilm, 2009)
- Éjfél (magyar kisjátékfilm, 2009)
- 20 évesek vagyunk (magyar kisjátékfilm, 2009)
- Mansfeld (magyar-kan. filmdráma, 2006)
- Sorstalanság (magyar filmdráma, 2005)

## Klipek
- Follow the Flow – Anyám mondta (2018)
- Ember Márk : Föltámadott a tenger... (Szabadság, szerelem- Petőfi 200) (2023)

## Díjai, elismerései
- Junior Prima díj (2019)[5]